# Маглакелидзе, Илья Васильевич
Илья Васильевич Маглакелидзе (1917 год — дата смерти неизвестна, Грузинская ССР) — заведующий отделением Урекского совхоза Министерства сельcкого хозяйства СССР, Махарадзевский район, Грузинская ССР. Герой Социалистического Труда (1949).

## Биография
Родилась в 1917 году. После окончания школы трудился в сельском хозяйстве. В послевоенное время работал заведующим отделением Урекского совхоза Махарадзевского района с центром в селе Уреки.
В 1948 году рабочие отделения, которым руководил Илья Маглакелидзе, собрали в среднем с каждого дерева по 894 мандарина с 7052 мандариновых деревьев. Указом Президиума Верховного Совета СССР от 5 июля 1949 года удостоен звания Героя Социалистического Труда за «получение высоких урожаев сортового зелёного чайного листа и цитрусовых плодов в 1948 году» с вручением ордена Ленина и золотой медали «Серп и Молот».
Этим же Указом званием Героя Социалистического Труда были награждены директор совхоза Алфесий Семёнович Трапаидзе, главный агроном Вениамин Ивлианович Тодрия, бригадир Фёдор Григорьевич Анчербак, рабочие Ольга Егоровна Беломестнова, Кирилл Семёнович Мазурик, Ольга Кирилловна Мазурик, Зинаида Васильевна Ряшенцева, Мария Яковлевна Колыбельникова, Ольга Фёдоровна Пашкова, Хайрула Силеевич Хайбрахимов. 
После выхода на пенсию проживал в селе Уреки. Дата смерти неустановленна.